# Río Negro (Santa Cruz)
El río Negro (o río Paraíso) es un río amazónico boliviano, uno de los principales afluentes del río San Martín, que forma parte del curso alto del río Mamoré. El río discurre por el departamento de Santa Cruz y el departamento del Beni.

## Geografía
El río Negro nace en la provincia de Ñuflo de Chaves, en el departamento de Santa Cruz, al norte de la ciudad de Concepción (capital de la provincia, con 5.586 hab. en 2001), a una altura cercana a los 400 m. Recorre una longitud total de 460 km, de los que 380 están en Santa Cruz y los restantes 80 km en el departamento del Beni. Desemboca en el río San Martín, después de haber pasado la zona pantanosa de los Bañados de Tichela, donde presenta una forma meándrica.